# 萬歲Venus
《萬歲Venus》（日语：バンザイVenus）是SKE48的第5张單曲，於2011年3月9日由CROWN GOLD發售。

## 概要
- 通常盤typeA、通常盤typeB初回生産附送全国活動参加引換券[1]、原作收集用卡片（全16種）封入1張隨機抽樣[2]。
- 「萬歲Venus」的MV在名古屋市大須仁王門通商店街和瀬戶市銀座商店街，招募約1,000個人的臨時演員拍攝。
- 「畢業式忘記的東西」的MV在千葉市中央区的千葉明徳学園拍攝。
- C/W曲的「愛之數量」是以Team KII名義為是第一次的原作樂曲。
- 首次獲得Oricon公信榜週冠的SKE48單曲、ORICON 2011上半年單曲榜第5位。

### 選抜成員
團隊所屬情況均截止至發售時
- 除了前作受傷脫離Team S的松下唯全體成員都有參加CD作品，今作是除了松下之外，Team E的8人（磯原杏華、小林亞實、酒井萌衣、柴田阿彌、高木由麻奈、竹内舞、都築里佳、間野春香）和研究生都不参加。

#### 萬歲Venus
（中心：松井珠理奈、松井玲奈）
- Team S：大矢真那、木崎ゆりあ、桑原みずき、須田亞香里、高田志織、平田璃香子、平松可奈子、松井珠理奈、松井玲奈、矢神久美
- Team KII：石田安奈、小木曾汐莉、高柳明音、古川愛李、向田茉夏
- Team E：木本花音

高田和平田在《堅強之勇者》都有參加，選拔成員制度引進後的單曲第一次當選抜。小木曾在第2張單曲《藍天下的單相思》以來，相隔1年選拔復歸。前作選抜的木下有希子、中西優香、山田恵里伽都落選。

#### 愛之數量
Team KII名义
（中心：高柳明音）
- Team KII：赤枝里里奈、阿比留李帆、石田安奈、小木曽汐莉、加藤智子、後藤理沙子、佐藤聖羅、佐藤實繪子、高柳明音、秦佐和子、古川愛李、松本梨奈、向田茉夏、矢方美紀、山田澪花、若林倫香

#### 畢業式忘記的東西
白組名義
（中心：松井珠理奈）
- Team S：中西、小野晴香、松井珠理奈
- Team KII：阿比留李帆、加藤智子、後藤理沙子、佐藤実絵子、松本梨奈、山田澪花、若林倫香
- Team E：中村優花、山田恵里伽

#### 我不会怨谁
紅組名義
（中心：松井玲奈）
- Team S：加藤るみ、木下有希子、出口陽、松井玲奈
- Team KII：佐藤聖羅、秦佐和子、矢方美紀
- Team E：上野圭澄、梅本圓、金子栞、原望奈美、山下ゆかり

## 收錄曲
（全樂曲的作詞：秋元康）

### 通常盤typeA
封面写真（木﨑ゆりあ、木本花音、高柳明音、松井玲奈、松井珠理奈、小木曽汐莉、矢神久美）
封底写真（大矢真那、古川愛李、向田茉夏、高田志織、石田安奈、須田亜香里、平松可奈子、平田璃香子、桑原みずき）
1. 萬歲Venus [3:37]
作曲：佐々倉有吾、編曲：野中"まさ"雄一
ピザハット『帽子超值系列』CM曲
鈴鹿賽道CM曲[3]
必勝客在2011年2月16日開始、2月23日開始先行配信
神奈川電視台、名古屋電視台制作綜藝節目『去吧♡戀48』初代主題歌
2. 愛之數量 [3:34]
作曲：重永亮介、編曲：野中"まさ"雄一、歌：チームKII
2011年CBC職業棒球比賽主題曲
CBC『サンデードラゴンズ』主題曲
DAM在2011年2月16日開始、2月23日開始先行配信
3. 畢業式忘記的東西 [4:16]
作曲：浜崎裕司、編曲：原田ナオ、歌：白組
music.jp在2011年2月16日開始、2月23日開始先行配信
4. 萬歲Venus（off vocal）
5. 愛之數量（off vocal）
6. 畢業式忘記的東西（off vocal）

DVD
1. 「萬歲Venus」music video
2. 「畢業式忘記的東西」music video
3. 「萬歲Venus」music video Making

特典
- 全国活動参加引換券
- 原作收集用卡片（全16種）隨機1張封入

### 通常盤typeB
封面写真（大矢真那、古川愛李、向田茉夏、高田志織、石田安奈、須田亜香里、平松可奈子、平田璃香子、桑原みずき）
封底写真（木﨑ゆりあ、木本花音、高柳明音、松井玲奈、松井珠理奈、小木曽汐莉、矢神久美）
1. 萬歲Venus
2. 愛之數量
3. 我不会怨谁 [4:07]
作曲：吉富小百合、編曲：平田祥一郎、歌：紅組
DWANGO在2011年2月16日開始、2月23日開始先行配信
4. 萬歲Venus（off vocal）
5. 愛之數量（off vocal）
6. 我不会怨谁（off vocal）

DVD
1. 「萬歲Venus」music video
2. 「我不会怨谁」music video
3. 「萬歲Venus」music video Making

特典
- 全国活動参加引換券
- 原作收集用卡片（全16種）隨機1張封入

### 劇場盤
封面封底写真（選抜成員全員）
1. 萬歲Venus
2. 愛之數量
3. 畢業式忘記的東西
4. 我不会怨谁
5. 萬歲Venus（off vocal）
6. 愛之數量（off vocal）
7. 畢業式忘記的東西（off vocal）
8. 我不会怨谁（off vocal）

## 備注
1. ↑  2011年日本東北地方太平洋近海地震により、一部份的會場取消舉行的活動。
2. ↑  . ナリナリドットコム. 2011-02-07  [2011-02-07]. （原始内容存档于2019-10-05）.
3. ↑  . Girls News. 2011-02-22  [2011-03-06].[永久]

## 外部連結
- SKE48｜CROWN GOLD 娛樂唱片 （页面存档备份，存于）